# Sphindidae
Sphindidae  là một họ bọ Cánh cứng trong phân bộ Polyphaga.